# Chang Wang
König Chang Wang (koreanisch 창왕) (* 1380 in Kaesŏng, Königreich Goryeo; † 31. Dezember 1389 in Kaesŏng,  Goryeo) war von 1388 bis 1389 formal der 33. König des Goryeo-Reiches und der Goryeo-Dynastie (고려왕조) (918–1392).

## Leben
Er war der Sohn von König U Wang. General Yi Seong-gye (이성계) übernahm 1388 die Kontrolle über die Regierung. König U wurde abgesetzt und formal durch seinen Sohn, König Chang, ersetzt. Gemeinsam wurden sie ein Jahr später mit Gift ermordet. Zusammen mit seinen Gefolgsleuten in der Aristokratie sorgte Yi Seong-gye dafür, dass ein Nachkomme der siebten Generation von König Sinjong (신종) (1144–1204) unter dem Namen Gongyang Wang (공양) (1349–1394) zum letzten König der Goryeo-Dynastie ernannt wurde, aber wenig Macht und Einfluss bekam.